# Cream (музичка група)
Крим (енгл. Cream, IPA: //) је била енглеска блуз-рок група из 60-их година 20. века. Чланови групе су били: Ерик Клептон (гитара, вокал), Џинџер Бејкер (бубњеви) и Џек Брус (бас, вокал). Данас се сматра за прву супергрупу у рок музици. Звук групе је био мешавина блуза, хард рока и психоделије, а комбиновао је Клептонов блузерски звук гитаре, Брусов моћни глас и енергичну свирку те Бејкерово џезерско бубњање. Група је током краткотрајног постојања продала преко 35 милиона плоча широм света, а Wheels of Fire, њихов трећи објављени албум, био је први двоструки албум у рок-музици који је продат у платинастом тиражу.

## Дискографија
- Fresh Cream (1966)
- Disraeli Gears (1967)
- Wheels of Fire (1968)
- Goodbye (1969)

## Чланови
- Џинџер Бејкер - бубњеви
- Џек Брус - бас, вокал
- Ерик Клептон - гитара, вокал